# Moraine Canyon
Moraine Canyon är en dal i Antarktis. Den ligger i den centrala delen av kontinenten. Nya Zeeland gör anspråk på området.